# T-Ford
T-Ford, med originalbeteckning Ford Model T, är en bilmodell som tillverkades av Ford Motor Company i Detroit, Michigan under åren 1908 till 1927. Dess konstruktion leddes av Henry Ford, men utfördes till stora delar av Childe Wills, József Galamb och Eugene Farkas och andra.
Modellen har tilldelats utmärkelsen Car of the Century.

## Historia
Den första T-Forden såg dagens ljus i oktober 1908.
Modellen var den första som från och med 1914 producerades enligt löpandebandprincipen. I och med att löpande bandet infördes lackerades bilen med en svart asfaltlack som var snabbtorkande. Först 1924 när cellulosalacken gjorde sitt genombrott kom en grå version som följdes av andra kulörer.  Under de 19 år den tillverkades utgjorde den omkring hälften av världens bilproduktion. Det finns troligen ingen annan bilmodell som haft så stor betydelse för bilismens spridning. En T-Ford lämnade sammansättningsbandet var 24:e sekund, vilket medförde att priset sjönk. År 1908 kostade bilen 850 dollar, men 1927 hade priset sjunkit till 250 dollar.
T-Forden har kallats "Bilen som satte världen på hjul". Bilen producerades i drygt 15 miljoner exemplar mellan åren 1908-1927, vilket gör den till den näst mest producerade bilmodellen i världshistorien, slagen enbart av Volkswagen Typ 1.
Många av bilarna byggdes på 1930-talet om till drivkällor för tröskverk och sågar, andra till släpvagnar och i Sverige i några fall till så kallade EPA-traktorer. Idag har flera av dessa bilar återuppstått efter många timmars arbete, restaurerade av entusiaster.

## Konstruktion
Fordvagnens konstruktion var enkel med en plåtklädd kaross på träspant. Klädseln var av pegamoid, en billig föregångare till dagens konstläder. Ram och axlar kunde göras smäckra tack vare nyttjandet av kromvanadinstål från Fords egna stålverk. Vikten uppgick till endast cirka 545 kg.
Motorn var en 4-takts bensinmotor av sidventiltyp med en maximal avgiven effekt på 20 hästkrafter (1 US hp = 745,7 W) som medgav en toppfart på ungefär 70 km/h. 
Det var nog i mesta laget då fotbromsen verkade genom ett band som grep om en av de tre trummorna i planetväxellådan.  
(Denna lösning användes också på Volvos första prototypserie till bilmodell ÖV 4). 
T-fordmotorn var först i världen med löstagbart topplock, något som senare blev industristandard på grund av enklare serviceåtkomlighet.
Bromsar saknades på framhjulen. Väghållningen var inte heller den bästa och Fordvagnen fick snabbt smeknamnet "Fordloppa" då den, eftersom stötdämpare saknades, lätt hoppade på den tidens grusvägar. Henry Ford som inte ville göra några kostsamma ändringar sade vid ett tillfälle: "Passagerarna är de bästa stötdämparna."
Bensinförbrukningen kunde genom ett ställbart huvudmunstycke, som reglerades från förarplatsen, hållas på cirka 0,8 liter per mil. Tack vare det ställbara munstycket kunde bilen köras på alternativa bränslen som fotogen, etanol m.m.  
T-Fordens växellåda var typisk för amerikanska bilar före 1910, men blev snart unik när alla konkurrenter gick över till konventionell växellåda. Bilen saknade växelspak och hade i stället en pedalmanövrerad planetväxellåda med två hastigheter framåt samt backväxel. Det fanns tre pedaler att trampa på. Från vänster till höger: hel- och halvfartspedal, backpedal, bromspedal. Växellådans konstruktion återfinns i dagens automatväxlade bilar. Reglagen för hög- och lågtändning samt gaspådrag satt under ratten. Dock var det lätt att förväxla bromspedalen med backpedalen, men det som oftast förvirrar moderna bilister är hel/halvfartspedalen. Bilen frikopplades genom att hålla ner hel/halvfarten halvvägs, eller genom att dra till handbromsen, vilket också höll ned pedalen till frikopplat läge. Tryckte man pedalen i botten i tron att det var en vanlig frikoppling, gick bilen igång på halvfarten.
T-Forden hade från första början en växelströmsgenerator inbyggd i svänghjulet. År 1919 då självstarten infördes kompletterades bilen med en likströmsgenerator för laddning av batteriet. 
I och med detta fick instrumentbrädan en omkopplare mellan batteri och magnettändning. Forden startades på batteriläget och vid färd slog man över till magnetläge då tändsystemet fungerade bättre med den gamla växelströmsgeneratorn.
Tändsystemet var primitivt med en tändspole (induktionspole) per cylinder. Den gav inte som på dagens bilar en enda gnista vid tändläget utan fungerade ungefär som en ringklocka med en skur av gnistor när kolven nådde detta. Induktionerna krävde en ständig tillsyn för att motorn inte skulle gå ojämnt. Många bytte därför ut tändsystemet. Induktionerna med sitt karaktäristiska surrande ljud och växellådans tre pedaler var väl det som folk mindes mest årtiondena efter brukstiden. I mitten av 1920-talet var T-Forden, med chassi och tändsystem som tillverkats i stort sett oförändrat sedan 1908, hopplöst föråldrad.
En lastbilsmodell vid namn Ford Model TT tillverkades också.

## Egenheter
Vintertid var snökedjor obligatoriska och ibland monterades skidor på framhjulen. Kylarglykolen hade vid denna tid inte gjort entré och man använde rödsprit eller tömde helt enkelt systemet vid frysrisk. Vid kortare uppehåll lades en filt över den ömtåliga kylaren.
Att starta en bil som stått utomhus över natten var omständligt då motorvärmare var ovanliga. Och även om vissa tillbehörsfirmor sålde slangvärmare var det inte alla hushåll som hade ström vid denna tid. Fordvagnen kunde från 1919 visserligen erhållas med självstart men startmotorn var svag och gjorde ingen större nytta vintertid. Så i de allra flesta fall blev det att ta till veven.
Först skulle det göras upp eld i järnspisen för att värma de cirka 12 liter vatten som rymdes i T-Fordens kylsystem. Efter att ha stängt kylarens tappkran, som stått öppen, var det dags att fylla det varma mediet i kylaren. Sen gällde det att dra ut chokereglaget under kylaren och grabba tag i veven. Om det nu inte var för kallt gick motorn att veva runt. Men veven fick inte hanteras hur som helst. Den skulle dras uppåt med handens alla fingrar på samma sida om handtaget. Fel teknik och baktändande motorer knäckte åtskilliga tummar och handleder.
Det fanns inget rent friläge på växellådan - kopplingslamellerna i motorns oljebad hade en tendens att vilja driva fastän frikopplade, när oljan var kall och seg - så man kunde t o m riskera att bli påkörd av sin egen bil, om man orkade dra igång den. Därför var en vanlig åtgärd att hissa ena bakhjulet vid kallstart på vintern - hjulet tjänstgjorde som extra svänghjul, och man slapp att kämpa mot den tröga kopplingen.
Historien om att man kunde starta bilen genom att sparka på framhjulet är alldeles sann. Om motorn nyss var avstängd och lämnad med påslagen tändning kunde den faktiskt gå igång. Den lätta skakningen medförde att ett glappt tändningsreglage föll ned ett hack och initierade en av induktionerna som i sin tur antände oförbrända gaser i den aktuella cylindern.
Att den var tvungen att backas upp för branta backar stämmer också. Det berodde på att den i likhet med en del andra av den tidens bilar saknade bränslepump. När man kom till ett motlut och det inte fanns tillräckligt med bränsle i tanken rann detta helt enkelt inte fram till förgasaren. Det var först i samband med införandet av 1926 års modell som man flyttade bensintanken till en högre position.
Att man kunde få den i vilken färg man ville bara den var svart var sant under perioden 1914-1923. I och med införande av den snabbtorkande cellulosalacken kunde man från och med 1924 få den i andra kulörer.

## Tillverkning
T-Forden är framförallt historisk eftersom det var den första bilmodell som tillverkades vid "löpande bandet". För att sänka produktionskostnaden såg Henry Ford till att standardiserade komponenter användes och att bilarna skulle kunna monteras ihop på ett rationellt sätt. En av de historier som cirkulerar kring T-Forden är att Ford beställde stolar till bilarna och krävde att de skulle levereras i trälådor med vissa givna mått. Dessa lådor togs sedan isär och användes som golv i bilarna.

## T-Forden i Sverige
T-Forden såldes i 50 000 exemplar på den svenska marknaden och 1955 startades den svenska T-Fordförening som arbetar med att bevara de ca 700 exemplar som fortfarande finns kvar.

## Bildgalleri

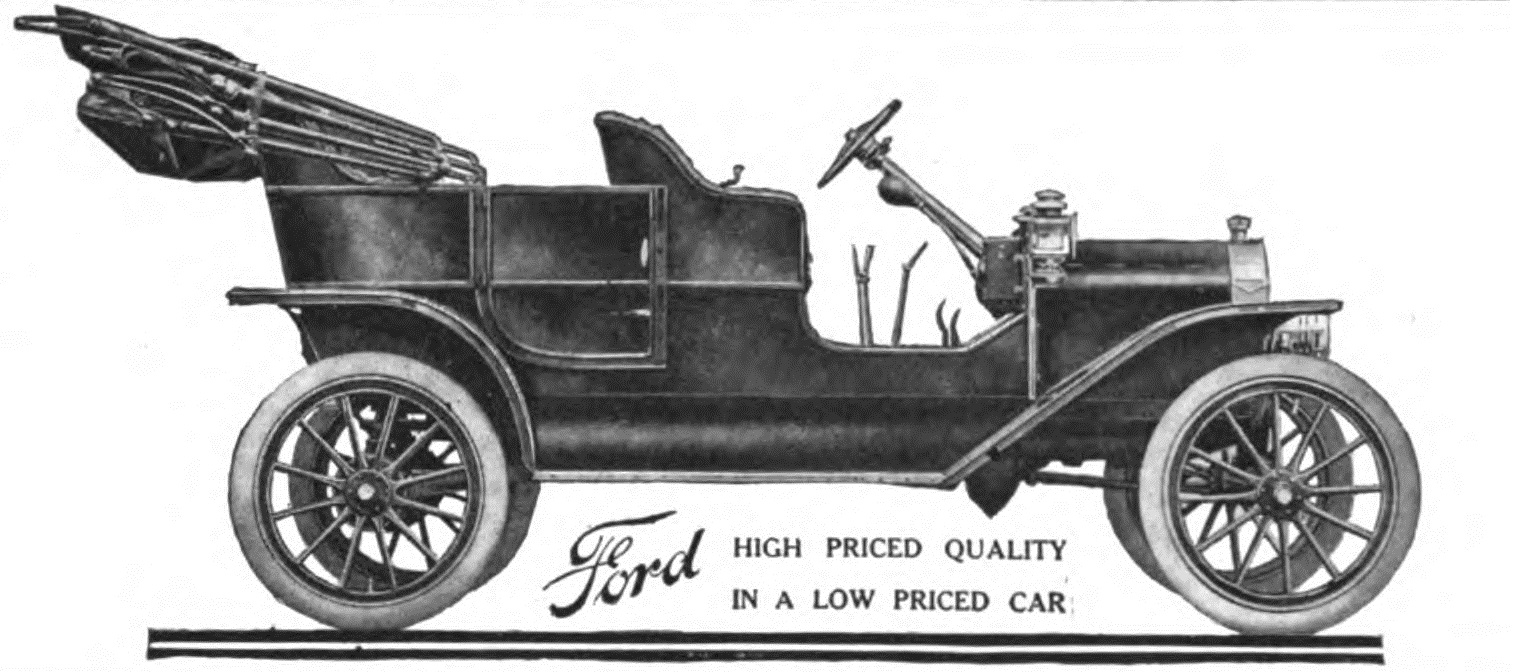
T-Ford från 1908.
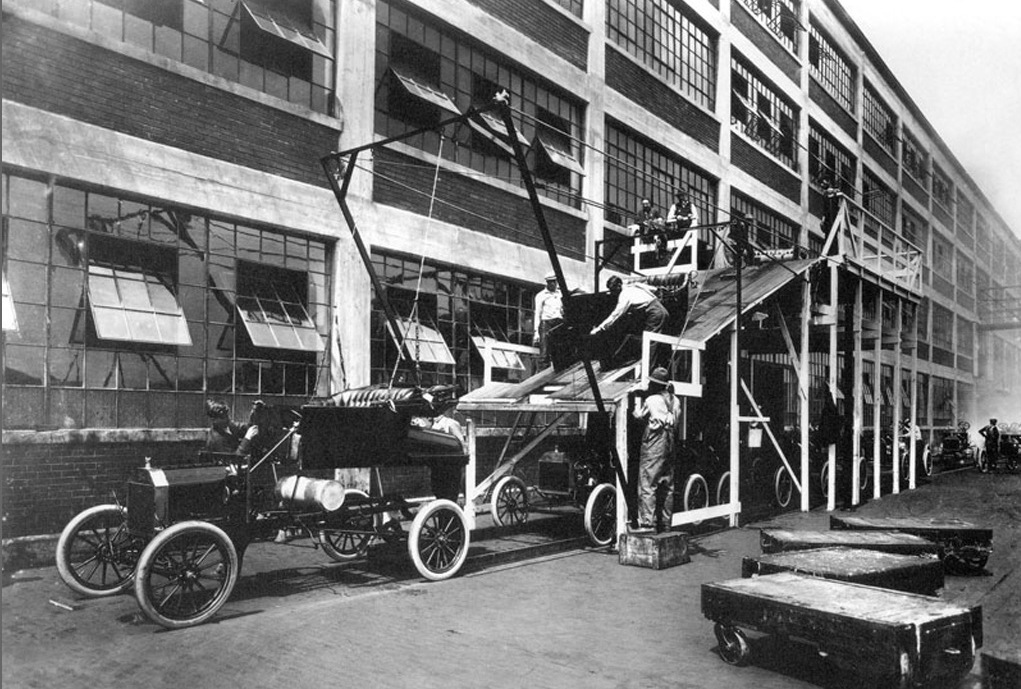
En T-Ford får karossen monterad vid sammansättningsbandet 1913.
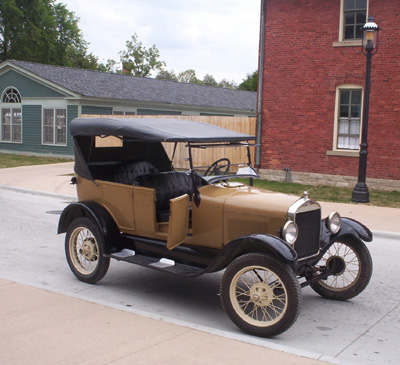
T-Ford från 1927.
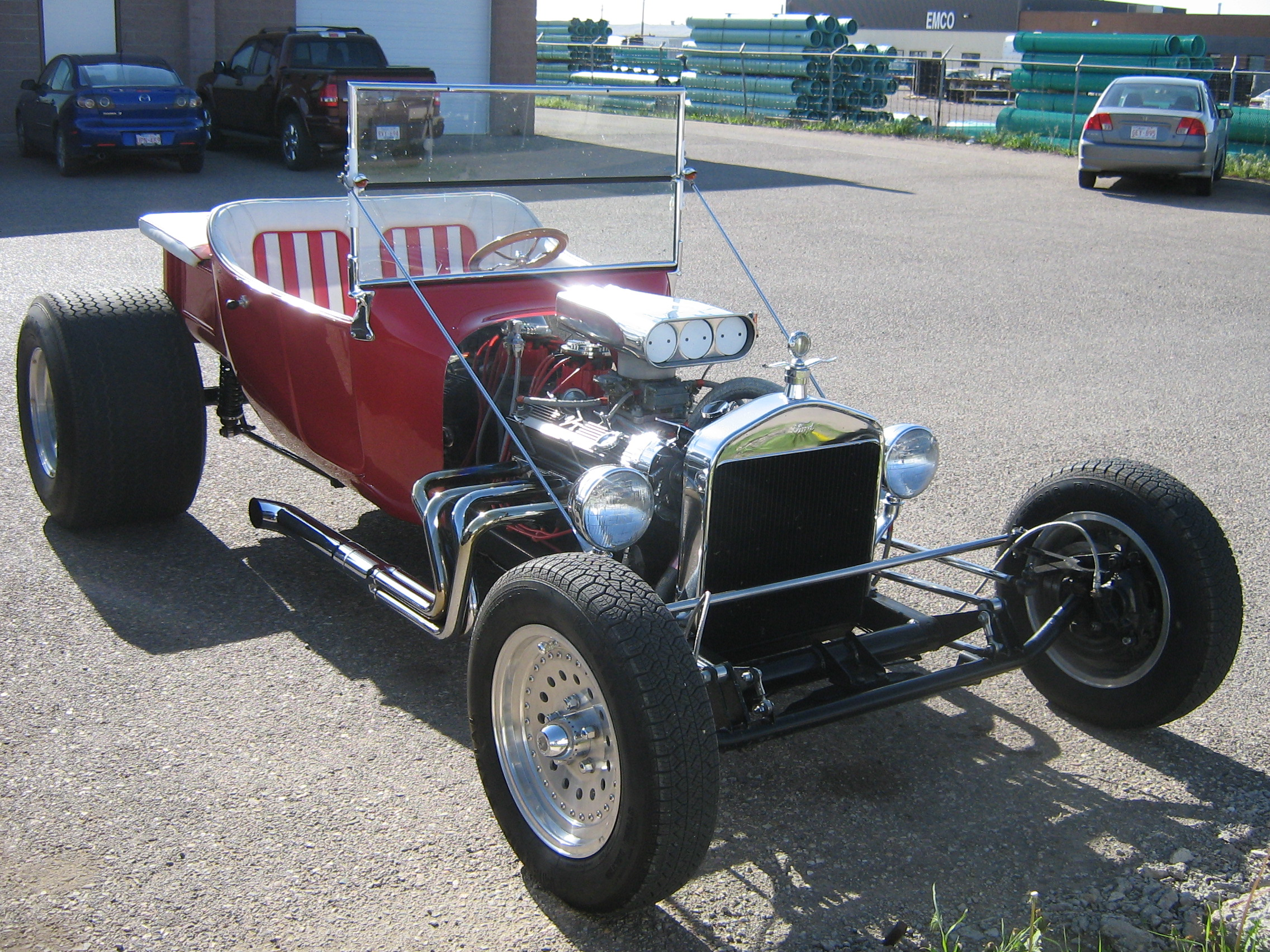
T-Fordsbaserad Hot Rod.
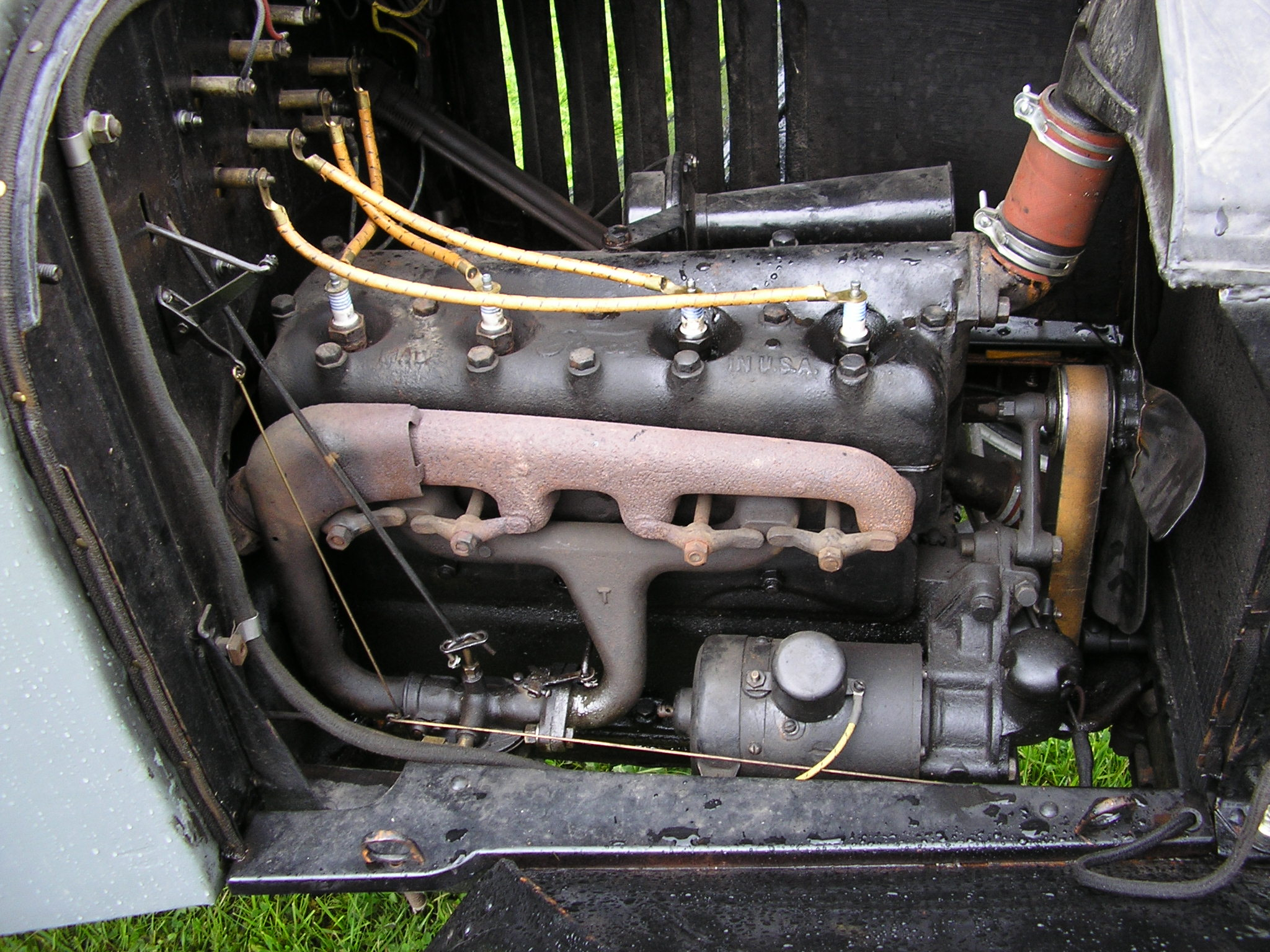
T-Fordens sidventilsmotor.
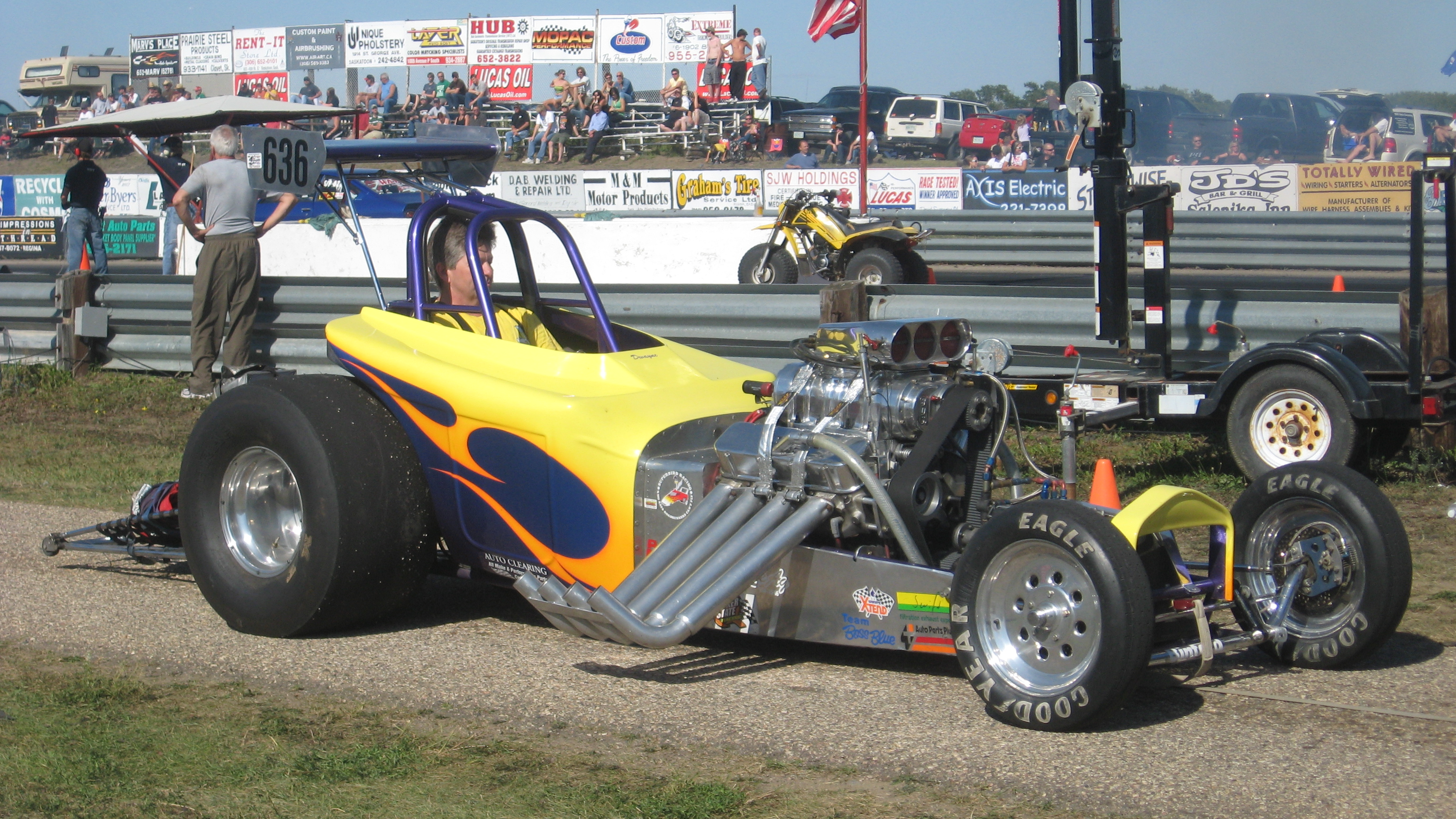
Dragster med kaross baserad på en 1927 års T-Ford.